# 西沙区
西沙区是海南省三沙市的市辖区，管辖西沙群岛的岛礁及其海域，代管中沙群岛的岛礁及其海域，西沙区人民政府驻永兴岛。

## 沿革
2020年4月18日，中华人民共和国民政部公告称国务院批准海南省三沙市设立西沙区、南沙区。